# Le Destet
Le Destet est un hameau qui se situe dans le massif des Alpilles, dans l'Ouest du département des Bouches-du-Rhône, sur la commune de Mouriès.

## Situation et accès
Le Destet est situé à l'intersection de la route départementale RD24, reliant Mouriès à Eygalières via le Col du Destet et  de la route départementale RD78, vers Maussane-les-Alpilles.

## Géologie
À proximité du hameau du Destet se trouve une barre rocheuse principalement formée de calcaires blancs et présentant des affleurements datant du Crétacé supérieur.

## Hydrographie
La gaudre du Destet, cours d'eau de 8,2 km, prend sa source près du Destet.

## Culture et patrimoine
Le poète de Paradou Charloun Rieu fait du Destet le cadre de sa comédie dramatique Margarido dou Destet (« Marguerite du Destet »), publiée en 1966.